# Glochidion myrtifolium
Glochidion myrtifolium är en emblikaväxtart som beskrevs av John William Moore. Glochidion myrtifolium ingår i släktet Glochidion och familjen emblikaväxter. IUCN kategoriserar arten globalt som livskraftig.
Artens utbredningsområde är Sällskapsöarna. Inga underarter finns listade i Catalogue of Life.